# Jacques Fouré
Jacques Fouré (1515, Mainvilliers - † 20 de gener de 1578, Mâcon) fou un frare dominic francès, bisbe de Chalon del 1573 al 1578.
Va entrar a l'Orde de Predicadors a Chartres, i d'aquí el van enviar a la Universitat de París per continuar els estudis i obtenir un doctorat. Fou primer prior del seu convent i després provincial de França. Va esdevenir el predicador de la reina Caterina de Mèdici i dels reis Francesc II i Carles IX de França], fou nomenat bisbe de Chalon el 1573 i consagrat l'any següent a l'església del convent dels dominics de Saint-Jacques, a París, pel bisbe de Meaux. Va deixar poques obres durant el seu mandat al bisbat. Després de la seva mort a Mâcon el 1576 a l'edat de 63 anys, el va succeir Pontus de Thyard. Va ser enterrat en una tomba a la nau lateral esquerra de la catedral de Sant-Vicenç de Chalon-sur-Saône, i d'acord amb les seves últimes voluntats, van enviar el seu cor a l'església del seu convent.